# Coupe d'Ukraine de football 2019-2020
Navigation
Coupe d'Ukraine 2018-2019 Coupe d'Ukraine 2020-2021
La Coupe d'Ukraine 2019-2020 est la 29e édition de la Coupe d'Ukraine depuis la dissolution de l'URSS. Elle prend place entre le 20 août 2019 et le 8 juillet 2020, date de la finale disputée au stade Metalist de Kharkiv. Un total de 49 équipes prennent part à la compétition.
Le vainqueur de la coupe se qualifie pour la phase de groupes de la Ligue Europa 2020-2021 ainsi que pour l'édition 2020 de la Supercoupe d'Ukraine.
La compétition est remportée par le Dynamo Kiev, qui remporte son douzième titre aux dépens du Vorskla Poltava, pour qui il s'agissait de la première finale depuis 2009, à l'issue d'une séance de tirs au but suivant un match nul 1-1.

## Premier tour
Le premier tour voit l'entrée en lice des dix-huit équipes issues de la troisième division ainsi que des deux équipes amateurs participantes. Le tirage au sort de ce tour a lieu le 14 août 2019 tandis que les rencontres sont jouées le 20 août.
| Date         | Locaux                     | Score                | Visiteurs                                  |
| ------------ | -------------------------- | -------------------- | ------------------------------------------ |
| 20 août 2019 | Tavria Simferopol (D3)     | 5 - 0                | (D3) Real Pharma Odessa                    |
| 20 août 2019 | Hirnyk Kryvyi Rih (D3)     | 0 - 1                | (D3) Tchaïka Petropavlivska Borchtchahivka |
| 20 août 2019 | Podillya Khmelnytskyï (D3) | 1 - 0                | (D3) Polissia Jytomyr                      |
| 20 août 2019 | Veres Rivne (D3)           | 2 - 1                | (D3) Nyva Ternopil                         |
| 20 août 2019 | FK Kalouch (D3)            | 1 - 0                | (D3) VPK-Ahro Chevtchenkivka               |
| 20 août 2019 | Enerhia Nova Kakhovka (D3) | 1 - 4                | (D3) Bukovyna Tchernivtsi                  |
| 20 août 2019 | Nyva Vinnytsia (D3)        | 5 - 1                | (D3) FK Nikopol                            |
| 20 août 2019 | Krystal Kherson (D3)       | 1 - 1 ap (2 - 4 tab) | (D3) Dinaz Vychhorod                       |
| 20 août 2019 | Alians Lypova Dolyna (D3)  | 2 - 0                | (D3) FK Oujhorod                           |
| 20 août 2019 | Avanhard Bziv (A)          | 0 - 2 ap             | (A) FK Vovtchansk                          |

## Deuxième tour
Le deuxième tour voit l'entrée en lice de quinze des seize équipes issues de la deuxième division. Le tirage au sort de ce tour a lieu le 21 août 2019 tandis que les rencontres sont jouées le 27 août. L'Ahrobiznes Volotchysk est exempt et se qualifie automatiquement pour le tour suivant en raison de l'espace vacant laissé par l'abandon de l'Arsenal Kiev.
| Date         | Locaux                            | Score                | Visiteurs                                  |
| ------------ | --------------------------------- | -------------------- | ------------------------------------------ |
| 27 août 2019 | Inhoulets Petrove (D2)            | 2 - 0                | (D2) Metalist 1925 Kharkiv                 |
| 27 août 2019 | FK Kalouch (D3)                   | 1 - 2                | (D2) FK Mynaï                              |
| 27 août 2019 | MFK Mykolaïv (D2)                 | 5 - 1                | (D2) Prykarpattia Ivano-Frankivsk          |
| 27 août 2019 | Dinaz Vychhorod (D3)              | 1 - 0                | (D2) Nyva Vinnytsia                        |
| 27 août 2019 | Tcherkachtchyna Tcherkassy (D2)   | 1 - 2                | (D2) Kremin Krementchouk                   |
| 27 août 2019 | Podillya Khmelnytskyï (D3)        | 1 - 1 ap (4 - 5 tab) | (D2) Volyn Loutsk                          |
| 27 août 2019 | FK Vovtchansk (A)                 | 0 - 1 ap             | (D2) Obolon-Brovar Kiev                    |
| 27 août 2019 | Veres Rivne (D3)                  | 1 - 2                | (D2) Rukh Lviv                             |
| 27 août 2019 | Hirnyk-Sport Horichni Plavni (D2) | 1 - 1 ap (6 - 5 tab) | (D2) Metalurh Zaporijia                    |
| 27 août 2019 | Avanhard Kramatorsk (D2)          | 0 - 0 ap (3 - 4 tab) | (D2) Balkany Zorya                         |
| 27 août 2019 | Alians Lypova Dolyna (D3)         | 4 - 1                | (D3) Tchaïka Petropavlivska Borchtchahivka |
| 27 août 2019 | Tavria Simferopol (D3)            | 2 - 3                | (D3) Bukovyna Tchernivtsi                  |
|              | Ahrobiznes Volotchysk (D2)        | exempt               |                                            |

## Troisième tour
Le troisième tour voit l'entrée en lice de six équipes issues de la première division ainsi que du Tchornomorets Odessa qui évolue au deuxième échelon. Le tirage au sort de ce tour a lieu le 28 août 2019 tandis que les rencontres sont jouées le 25 septembre et le 2 octobre.
| Date              | Locaux                     | Score                | Visiteurs                         |
| ----------------- | -------------------------- | -------------------- | --------------------------------- |
| 25 septembre 2019 | Kremin Krementchouk (D2)   | 2 - 3                | (D1) Olimpik Donetsk              |
| 25 septembre 2019 | MFK Mykolaïv (D2)          | 1 - 0                | (D2) Tchornomorets Odessa         |
| 25 septembre 2019 | Obolon-Brovar Kiev (D2)    | 0 - 2 ap             | (D2) Hirnyk-Sport Horichni Plavni |
| 25 septembre 2019 | FK Mynaï (D2)              | 1 - 0                | (D2) Volyn Loutsk                 |
| 25 septembre 2019 | Alians Lypova Dolyna (D3)  | 1 - 0                | (D2) Balkany Zorya                |
| 25 septembre 2019 | Bukovyna Tchernivtsi (D3)  | 0 - 2                | (D1) FK Lviv                      |
| 25 septembre 2019 | Inhoulets Petrove (D2)     | 0 - 0 ap (7 - 6 tab) | (D1) Karpaty Lviv                 |
| 25 septembre 2019 | Dinaz Vychhorod (D3)       | 0 - 1 ap             | (D1) FK Oleksandria               |
| 25 septembre 2019 | Ahrobiznes Volotchysk (D2) | 1 - 3                | (D1) SK Dnipro-1                  |
| 2 octobre 2019    | Rukh Lviv (D2)             | 0 - 1                | (D1) FK Marioupol                 |

## Huitièmes de finale
Les huitièmes de finale voient l'entrée en lice des six équipes restantes de la première division. Le tirage au sort de ce tour a lieu le 3 octobre 2019 tandis que les rencontres sont jouées le 30 octobre.
| Date            | Locaux                    | Score                | Visiteurs                         |
| --------------- | ------------------------- | -------------------- | --------------------------------- |
| 30 octobre 2019 | Kolos Kovalivka (D1)      | 0 - 1                | (D1) Vorskla Poltava              |
| 30 octobre 2019 | FK Mynaï (D2)             | 2 - 0                | (D1) FK Lviv                      |
| 30 octobre 2019 | MFK Mykolaïv (D2)         | 2 - 4                | (D1) Desna Tchernihiv             |
| 30 octobre 2019 | Alians Lypova Dolyna (D3) | 5 - 2                | (D2) Hirnyk-Sport Horichni Plavni |
| 30 octobre 2019 | Dynamo Kiev (D1)          | 2 - 1 ap             | (D1) Chakhtar Donetsk             |
| 30 octobre 2019 | Inhoulets Petrove (D2)    | 2 - 1                | (D1) SK Dnipro-1                  |
| 30 octobre 2019 | FK Marioupol (D1)         | 1 - 2                | (D1) Olimpik Donetsk              |
| 30 octobre 2019 | FK Oleksandria (D1)       | 1 - 1 ap (5 - 4 tab) | (D1) Zorya Louhansk               |

## Quarts de finale
Le tirage au sort de ce tour a lieu le 18 décembre 2019 tandis que les rencontres sont jouées les 11 et 12 mars 2020.
| Date         | Locaux                    | Score                | Visiteurs              |
| ------------ | ------------------------- | -------------------- | ---------------------- |
| 11 mars 2020 | Dynamo Kiev (D1)          | 1 - 0 ap             | (D1) FK Oleksandria    |
| 11 mars 2020 | FK Mynaï (D2)             | 1 - 1 ap (6 - 5 tab) | (D2) Inhoulets Petrove |
| 11 mars 2020 | Alians Lypova Dolyna (D3) | 2 - 4                | (D1) FK Marioupol      |
| 12 mars 2020 | Desna Tchernihiv (D1)     | 0 - 1                | (D1) Vorskla Poltava   |

## Demi-finales
| Date         | Locaux            | Score              | Visiteurs            |
| ------------ | ----------------- | ------------------ | -------------------- |
| 17 juin 2020 | FK Mynaï (D2)     | 0 - 2              | (D1) Dynamo Kiev     |
| 24 juin 2020 | FK Marioupol (D1) | 1 - 1 ap 2 - 3 tab | (D1) Vorskla Poltava |

## Finale
| ·                      |                             |      |
| Titulaires :           |                             |      |
|                        |                             |      |
| 1                      | Heorhiy Bushchan            |      |
| 30                     | Artem Shabanov              |      |
| 34                     | Oleksandr Syrota            |      |
| 94                     | Tomasz Kędziora             |      |
| 5                      | Serhiy Sydorchuk            |      |
| 7                      | Benjamin Verbič             |      |
| 8                      | Volodymyr Shepelev          | 117e |
| 14                     | Carlos de Pena              |      |
| 16                     | Vitaliy Mykolenko           |      |
| 29                     | Vitaliy Buyalskyi           | 99e  |
| 11                     | Heorhiy Tsitaishvili        | 60e  |
|                        |                             |      |
| Remplaçants :          |                             |      |
| 15                     | Viktor Tsyhankov            | 60e  |
| 10                     | Mykola Shaparenko           | 99e  |
| 18                     | Oleksandr Andriyevskyi (en) | 117e |
|                        |                             |      |
| Entraîneur :           |                             |      |
| Oleksiy Mykhaylychenko |                             |      |

| ·                   |                          |      |
| Titulaires :        |                          |      |
|                     |                          |      |
| 31                  | Dmytro Riznyk            |      |
| 5                   | Najeeb Yakubu            | 73e  |
| 17                  | Volodymyr Chesnakov (en) |      |
| 23                  | Vadym Sapay (en)         |      |
| 50                  | Ibrahim Kane             |      |
| 4                   | Ihor Perduta (en)        |      |
| 6                   | Oleksandr Sklyar (en)    | 95e  |
| 28                  | David Puclin (en)        |      |
| 92                  | Pape-Alioune Ndiaye      |      |
| 10                  | Vladyslav Kulach (en)    | 76e  |
| 11                  | Ruslan Stepanyuk (en)    | 115e |
|                     |                          |      |
| Remplaçants :       |                          |      |
| 39                  | Yevhen Opanasenko (en)   | 73e  |
| 7                   | Luizão (en)              | 76e  |
| 9                   | Edin Šehić (en)          | 95e  |
| 27                  | Volodymyr Bayenko (en)   | 115e |
|                     |                          |      |
| Entraîneur :        |                          |      |
| Yuriy Maksymov (en) |                          |      |

| ·                      |                             |      |
| Titulaires :           |                             |      |
|                        |                             |      |
| 1                      | Heorhiy Bushchan            |      |
| 30                     | Artem Shabanov              |      |
| 34                     | Oleksandr Syrota            |      |
| 94                     | Tomasz Kędziora             |      |
| 5                      | Serhiy Sydorchuk            |      |
| 7                      | Benjamin Verbič             |      |
| 8                      | Volodymyr Shepelev          | 117e |
| 14                     | Carlos de Pena              |      |
| 16                     | Vitaliy Mykolenko           |      |
| 29                     | Vitaliy Buyalskyi           | 99e  |
| 11                     | Heorhiy Tsitaishvili        | 60e  |
|                        |                             |      |
| Remplaçants :          |                             |      |
| 15                     | Viktor Tsyhankov            | 60e  |
| 10                     | Mykola Shaparenko           | 99e  |
| 18                     | Oleksandr Andriyevskyi (en) | 117e |
|                        |                             |      |
| Entraîneur :           |                             |      |
| Oleksiy Mykhaylychenko |                             |      |

| ·                   |                          |      |
| Titulaires :        |                          |      |
|                     |                          |      |
| 31                  | Dmytro Riznyk            |      |
| 5                   | Najeeb Yakubu            | 73e  |
| 17                  | Volodymyr Chesnakov (en) |      |
| 23                  | Vadym Sapay (en)         |      |
| 50                  | Ibrahim Kane             |      |
| 4                   | Ihor Perduta (en)        |      |
| 6                   | Oleksandr Sklyar (en)    | 95e  |
| 28                  | David Puclin (en)        |      |
| 92                  | Pape-Alioune Ndiaye      |      |
| 10                  | Vladyslav Kulach (en)    | 76e  |
| 11                  | Ruslan Stepanyuk (en)    | 115e |
|                     |                          |      |
| Remplaçants :       |                          |      |
| 39                  | Yevhen Opanasenko (en)   | 73e  |
| 7                   | Luizão (en)              | 76e  |
| 9                   | Edin Šehić (en)          | 95e  |
| 27                  | Volodymyr Bayenko (en)   | 115e |
|                     |                          |      |
| Entraîneur :        |                          |      |
| Yuriy Maksymov (en) |                          |      |

1. ↑  La rencontre est disputée à huis clos en raison de la pandémie de Covid-19 en Ukraine.